# Solanum mauritianum
Solanum mauritianum é uma espécie de planta com flor pertencente à família Solanaceae. 

## Descrição
Fumo-bravo é um arbusto multiramificado ou uma pequena árvore entre 2 e 4 metros de altura (mas pode crescer até 10m de altura nas condições certas). A planta tem um odor forte e uma vida útil de até trinta anos.
As folhas grandes, simples, inteiras, ovais-elípticas têm até 40 centímetros de comprimento, 30 centímetros de largura e são de cor verde-acinzentada. A ponta da folha é pontiaguda, a base é em forma de cunha. Elas ficam em pecíolos de 3 a 9 centímetros de comprimento. São densas, tomentosas, com tricomas amarelos, longos e em forma de estrela.
A autoridade científica da espécie é Scop., tendo sido publicada em Deliciae florae et faunae insubricae seu novae, aut minus cognitae species plantarum et animalium quas in Insubria austriaca tam spontaneas, quam exoticas vidit, descripsit, et aeri indici curavit Joannnes Antonius Scopoli. 3: 16, pl. 8. 1788.

## Toxicidade

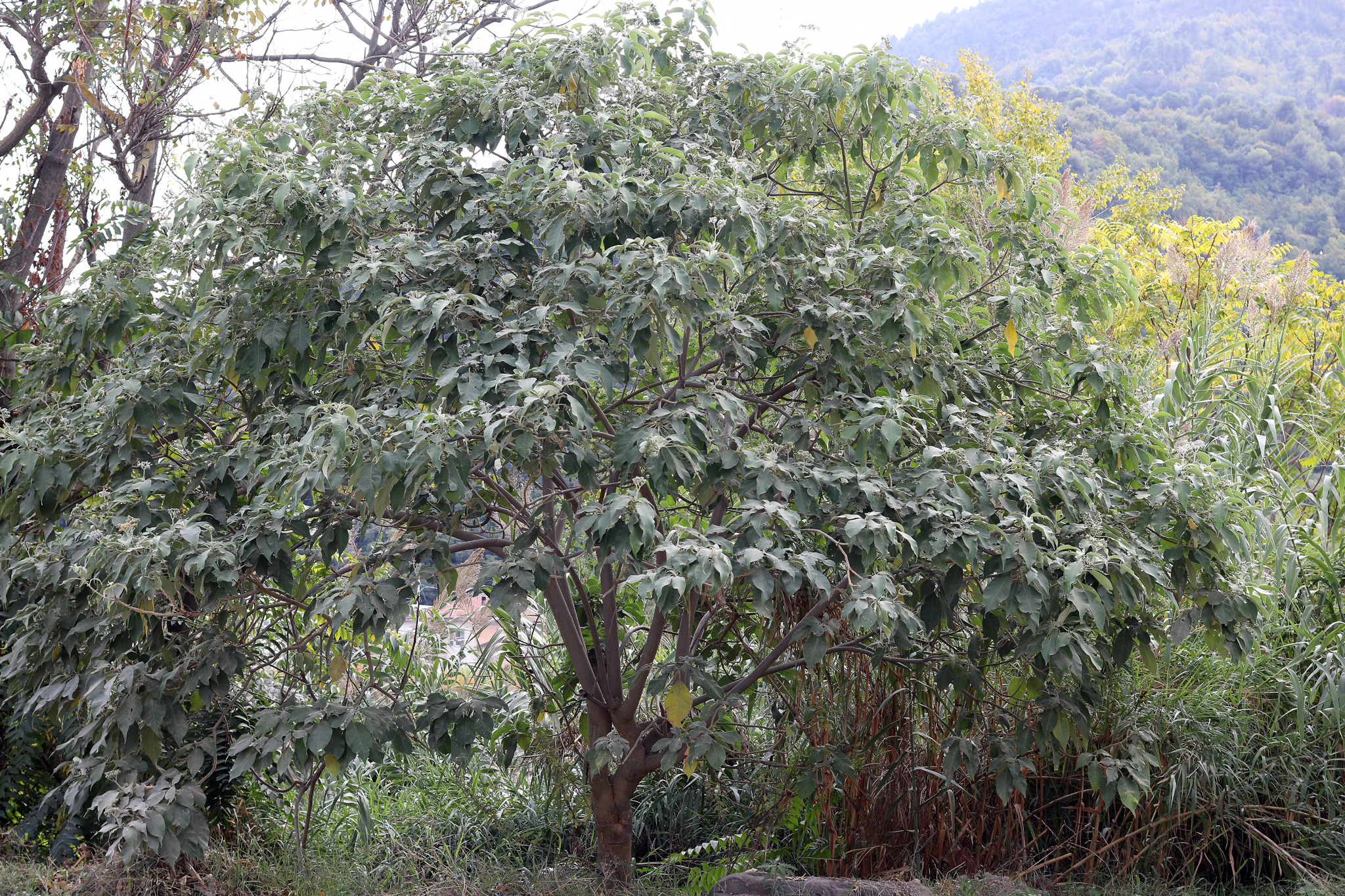
Árvore grande e madura

É alegado que todas as partes da planta Solanum mauritianum são venenosas para humanos, especialmente as bagas verdes, e, além disso, que fatalidades humanas resultaram do consumo das bagas, e casos de envenenamento fatal em porcos e doenças em gado foram relatados em Queensland.
No entanto, gambás da montanha parecem comê-lo sem efeitos nocivos, e a remoção de casca, folhas e brotos terminais destruiu plantações puras de S. mauritianum. Watt & Brandwijk afirmam que cavalos, galinhas domésticas e todos os pássaros comem a fruta impunemente, e ainda afirmam que não existem registros de envenenamento em crianças, lançando dúvidas sobre relatos publicados contrários.
O principal composto tóxico é o alcalóide, solasodina, com o maior teor na baga verde imatura (2–3,5% de peso seco). Solauricina, solauricidina e solasodamina também foram encontradas em Solanum mauritianum.

## Portugal
Trata-se de uma espécie introduzida em Portugal Continental, no Arquipélago dos Açores e no Arquipélago da Madeira.